# Francis Matthews
Pour les articles homonymes, voir Matthews.
Francis Matthews, né le 2 septembre 1927 à York en Angleterre et mort le 14 juin 2014 , est un acteur britannique. Principalement actif à la télévision, il est essentiellement connu pour son rôle de Paul Temple dans la série télévisée du même nom, diffusée sur la BBC, et pour avoir prêté sa voix au personnage de Capitaine Scarlet dans Capitaine Scarlet (Captain Scarlet and the Mysterons).

## Biographie

### Débuts
Né à York, il suit sa scolarité à l'école primaire catholique Saint George, puis au collège jésuite Saint Michael à Leeds. C'est là qu'il commence sa carrière d'acteur dans le théâtre de répertoire, avant de servir dans la Royal Navy. 
Sa première apparition au cinéma se produit dans le film La Croisée des destins en 1956. Par la suite, de la fin des années 1950 à celle des années 1960, Francis apparaît dans de nombreux films d'épouvante, dont La Revanche de Frankenstein (1958) et Dracula, prince des ténèbres (1966), tous deux réalisés par Terence Fisher.
En 1963, il épouse l'actrice Angela Browne (1938-2001), rencontrée l'année précédente lors du tournage de la mini-série télévisée d'espionnage The Dark Island. De leur union, naissent trois fils, dont deux, Paul Rattigan et Damien Matthews, sont acteurs.

### La voix de Capitaine Scarlet
Le succès vient en 1967 lorsque Francis prête sa voix au héros d'une série de science-fiction qui met en scène des marionnettes : Capitaine Scarlet, créée par Gerry Anderson,. Le personnage principal, devenu indestructible après avoir été ramené à la vie, lutte contre les Mysterons en tant qu'agent au sein d'une organisation internationale.
En un an, de 1967 à 1968, la série, qui compte 32 épisodes, rencontre un franc succès auprès du public enfantin au point de devenir culte.

### Paul Temple: la consécration
La série télévisée policière Paul Temple, diffusée entre 1969 et 1971, relance la carrière de Francis Matthews sur le petit écran. Il s'agit de l'une des premières émissions télévisées colorisées à être diffusées sur BBC1. Francis incarne Paul Temple, un détective issu des romans de Francis Durbridge, qui enquête sur divers crimes, aidé de Steve, son épouse, jouée par Ros Drinkwater. Le personnage se distingue par son humour, élégant et subtile. Dès la deuxième saison, la série est coproduite avec des maisons de production d'Allemagne de l'Ouest (Taurus Film et ZDF), pays où les aventures du détective débonnaire et gentleman rencontrent un grand succès auprès des téléspectateurs germanophones.

## Filmographie

### Cinéma
- 1956 : La Croisée des destins : Ranjit Kasel
- 1957 : Small Hotel : Alan Pryor
- 1957 : The Mark of the Hawk : Overholt
- 1958 : La Revanche de Frankenstein : Doctor Hans Kleve
- 1958 : A Woman Possessed : John
- 1958 : I Only Arsked! : Mahmoud
- 1958 : Corridors of Blood : Jonathan Bolton
- 1960 : Sentenced for Life : Jim Richards
- 1961 : Les Chevaliers du démon : Sir Hugh Manning
- 1961 : Le Secret de Monte-Cristo : Louis Auclair
- 1961 : The Pursuers : David Nelson
- 1962 : The Lamp in Assassin Mews : Jack
- 1962 : The Battleaxe : Tony Evers
- 1963 : À neuf heures de Rama : Rampure
- 1963 : Bitter Harvest : Michael
- 1963 : Docteur ne coupez pas : Benson
- 1964 : The Beauty Jungle : Taylor
- 1964 : Passage à tabac : Lt. Compton
- 1965 : The Intelligence Men : Thomas
- 1966 : Dracula, prince des ténèbres : Charles
- 1966 : Raspoutine, le moine fou : Ivan
- 1966 : That Riviera Touch : Manager de l'hôtel
- 1967 : Just Like a Woman de Robert Fuest : Lewis McKenzie
- 1969 : Double jeu : Ruddock
- 1970 : Champagne Rose är död : Jason
- 1970 : Taste of Excitement : Mr. Breese
- 1974 : Cinq Femmes pour l'assassin (Cinque donne per l'assassino), de Stelvio Massi : Giorgio Pisani
- 1999 : Issue de secours (Do Not Disturb) de Dick Maas : le manager
- 2012 : Run for Your Wife

### Télévision
- 1954 : Prelude to Glory (TV) : Ensign Trefusis
- 1955 : St. Ives (série télévisée) : Ronald Gilchrist (4 épisodes)
- 1956 : My Friend Charles (série télévisée) : Ken Palmer (5 épisodes)
- 1956 : ITV Television Playhouse (série télévisée) : Paul (épisode Ever Since Paradise) / Richard Hinton (épisode Double Bill: Snowball/The Birdwatcher)
- 1957 : The New Adventures of Charlie Chan (série télévisée) : Derek Robinson (épisode The Death of a Don)
- 1957 : O.S.S. (série télévisée) : Peter Fox (épisode Operation Powder Puff)
- 1957 : BBC Sunday-Night Theatre (série télévisée) : Ken Wilson (épisode The Red-Headed Blonde)
- 1958 : The Killing Stones (série télévisée) : Desai (épisodes The Holiness of Ant Eater et The Fearfulness of Desai)
- 1958 : Robin des bois (série télévisée) : Ali ben Azra (épisode The Infidel) / Roland (épisode The Minstrel)
- 1958 : The Vise (série télévisée) : Jayo (épisode It Wakes at Night) / Rex Varney (épisode Death at His Fingertips) / Miles (épisode Switch to Murder)
- 1959 : How Say You? (TV) : Guy Stevens
- 1960 : Interpol Calling (série télévisée) : Fawley (épisode White Blackmail)
- 1960 : Man from Interpol (série télévisée) :  Maharajah Of Den (épisode The Maharajah of Den) / Richard Martin (épisode A Woman in Paris)
- 1960 : Biggles (série télévisée) : (3 épisodes)
- 1960 - 1961 : International Detective (série télévisée) :  Paul Medina (épisode The Medina Case) / Aldo Forenza (épisode The Somerset Case)
- 1960 - 1961 : The World of Tim Frazer (série télévisée) : Lewis Richards (7 épisodes)
- 1961 : The Cheaters (série télévisée) : Jack (épisode The Legacy)
- 1961 : Triton (TV) : Lieutenant Lamb
- 1961 : You Can't Win (série télévisée) : Selbrook (épisode A Matter of Habit)
- 1961 - 1966 : No Hiding Place (série télévisée) : Brian Trevelyan (épisode Payment in Kind) / Georgie Meredith (épisode The Image of Frank Brown) / Howard Petrie (épisode The Smoke Boys) / Philip Munro (épisode You Never Can Tell Till You Try)
- 1962 : The Dark Island (série télévisée) : Grant (4 épisodes)
- 1962 : Richard the Lionheart (série télévisée) : Sir Humphrey (épisode The Lord of Kerak)
- 1962 : The Last Man Out (série télévisée) : Captain Lord Tenborough (épisodes The Striking Force et Over the Water)
- 1962 : Harpers West One (série télévisée) : Tony Mayfield (1 épisode)
- 1962 - 1963 : BBC Sunday-Night Play (série télévisée) : Mr. Gambier (épisode Six Men of Dorset) / Jack (épisode So Long Charlie)
- 1963 : It Happened Like This (série télévisée) : Tindal (épisode The Man with His Hand in His Pocket)
- 1963 : Hancock (série télévisée) : Elmo Dent (épisode The Writer)
- 1963 : Moonstrike (série télévisée) : (épisode The Escape)
- 1963 : Comedy Playhouse (série télévisée) : Captain Hawkins (épisode The Plan)
- 1964 : Dixon of Dock Green (série télévisée) : Philip Langton (épisode Fish on the Hook)
- 1964 : The Human Jungle (série télévisée) : Dick Green (épisode Ring of Hate)
- 1964 - 1965 : A Little Big Business (série télévisée) : Simon Lieberman (4 épisodes)
- 1964 - 1967 : Le Saint (série télévisée) : Paul Farley (épisode The Noble Sportsman) / Andre (épisode To Kill a Saint)
- 1964 - 1968 : Detective (série télévisée) : Charles Garnish (épisode Dishonoured Bones) / George Rattery (épisode The Beast Must Die)
- 1965 : Z Cars (série télévisée) : Révérend Corbett (épisode Brotherly Love)
- 1965 : The Bruce Forsyth Show (série télévisée) : épisode pilote
- 1966 : The Liars (série télévisée)
- 1967 : My Man Joe (série télévisée) : Lord Peregrine Hansford
- 1967 - 1968 : Chapeau melon et bottes de cuir (série télévisée) : Jerry Collins (épisode The Thirteenth Hole) / Dr. Matthew Andrew Chivers (épisode Mission... Highly Improbable)
- 1967 : ITV Playhouse (série télévisée) : Peter Morgan (épisode The Confession)
- 1969 : Out of the Unknown (série télévisée) : John Frame (épisode The Yellow Pill)
- 1969  - 1970 : ITV Saturday Night Theatre (série télévisée) : Doctor St. Andre (épisode Rogues Gallery: A Bed Full of Miracles) / Maxwell Burden (épisode Fade out)
- 1969 - 1971 : Paul Temple (série télévisée) : Paul Temple (52 épisodes)
- 1974 : Whodunnit? (série télévisée) : Panellist (épisode The Final Chapter)
- 1975 : Trinity Tales (série télévisée) : Eric the Prologue (6 épisodes)
- 1977 : Middlemen (série télévisée) : Stanley Binns (6 épisodes)
- 1977 : A Roof Over My Head (série télévisée) : Jack Askew (7 épisodes)
- 1977 - 1979 : Don't Forget to Write! (série télévisée) : Tom Lawrence (12 épisodes)
- 1979 : Ike (mini-série télévisée) : Noel Coward
- 1980 : The Crowther Collection (série télévisée)
- 1983 : Crown Court (série télévisée) : John Fortune (épisode Seconds Away: Part 1)
- 1983 : Tears Before Bedtime (série télévisée) : Geoffrey Dickens
- 1986 : Screen Two (série télévisée) : Silver-Haired Gent (épisode The McGuffin)
- 1986 : Brat Farrar (mini-série télévisée) : Alec Loding (5 épisodes)
- 1986 : May We Borrow Your Husband? (TV) : Stephen
- 1987 : Vacances romaines (TV) : Ambassadeur
- 1990 : Moi, général de Gaulle (TV) : Mac Millan
- 1992 : Bunch of Five (série télévisée) : Mr. Strathclyde (épisode Shall We Gather at the River?)
- 1993 : Taggart (série télévisée) : Dr. Gerald Napier (épisode Fatal Inheritance)
- 1995 : The Detectives (série télévisée) : Duc du Connemara (épisode Flash)
- 1995 : The All New Alexei Sayle Show (série télévisée)
- 1998 : Jonathan Creek (série télévisée) : Jerry Bellinitus (épisode Black Canary)
- 2002 - 2003 : Heartbeat (série télévisée) : Dr. James Alway (4 épisodes)
- 2003 : The Royal (série télévisée) : Dr. James Alway (épisodes First Impressions et Crash)
- 2005 : All About George (série télévisée) : Ted (4 épisodes)
- 2009 : Beautiful People (série télévisée) : Mr. Bunions (épisode How I Got My Groom)

### Doublage
- 1967 - 1968 : Capitaine Scarlet : Capitaine Scarlet
- 1976 : Spanish Fly : Juan (voix)
- 2004 : Cary Comes Home (TV) : Cary Grant (voix)